# Spaceballs: The Animated Series
Spaceballs: The Animated Series è una serie televisiva animata sequel di Balle spaziali, prodotta e ideata sempre da Mel Brooks. La serie prende di mira Guerre stellari e Star Trek.

## Produzione
La produzione è iniziata all'inizio del 2005 sotto la supervisione di Brooksfilms, MGM e Berliner Film Company. Mel Brooks non solo ha diretto la sceneggiatura, ma ha anche ripreso i suoi ruoli di Presidente Skroob e Yogurt dal film.  Anche Daphne Zuniga e Joan Rivers riprendono i loro ruoli dal film, mentre Bill Pullman e Rick Moranis no perché i loro ruoli sono ricoperti rispettivamente da Rino Romano e Dee Bradley Baker . Tino Insana sostituisce John Candy, morto nel 1994, come "Barf", e Rudy De Luca ha anche fornito i suoi talenti vocali mentre Dom DeLuise riprende il suo ruolo di Pizza the Hutt.

## Episodi
| N° | Titolo originale                    | Data di rilascio | Parodia di              | N° | Titolo originale            | Data di rilascio | Parodia Di         |
| -- | ----------------------------------- | ---------------- | ----------------------- | -- | --------------------------- | ---------------- | ------------------ |
| 0  | Pilot                               | DVD              |                         | 7  | The Mighty Meteor           | 3 Gennaio 2009   | Armageddon         |
| 1  | Revenge of the Sithee               | 21 Novembre 2008 | Trilogia Star Wars      | 8  | Spaceballs of the Caribbean | 24 Gennaio 2009  | Pirati dei Caraibi |
| 2  | Grand Theft Starship                | 28 Novembre 2008 | Grand Theft Auto V      | 9  | Fishfinger                  | 1 Febbraio 2009  | Goldfinger         |
| 3  | Lord of the Onion Rings             | 5 Dicembre 2008  | Il Signore degli Anelli | 10 | The Skroobinator            | 8 Febbraio 2009  | Terminator         |
| 4  | Watch Your Assic Park               | 12 Dicembre 2008 | Jurassic Park           | 11 | Deep Ship                   | 15 Febbraio 2009 | Titanic            |
| 5  | OutBreak                            | 19 Dicembre 2008 | Virus letale            | 12 | Druidian Idol               | 22 Febbraio 2009 | American Idol      |
| 6  | Hairy Putter and the Gopher of Fire | 26 Dicembre 2008 | Harry Potter            | 13 | Spidermawg                  | 1 Marzo 2009     | Uomo Ragno         |

### Pilot
Una rivisitazione del film con alcune differenze per impostare la serie. I cambiamenti principali sono che Lone Star conserva l'anello dello Schwartz e lui non si rivela un principe. Quindi, Vespa decide invece di rimanere single poiché non può sposarlo.

### Revenge of the Sithee
Dark Helmet viene messo KO da una spogliarellista robot nel nuovo casinò del Presidente Skroob e ricorda la sua storia d'origine come in un sogno. Una volta era un ragazzino di nome Pannakin Crybaby, ha vinto la sua libertà in una NasPodrace, è stato addestrato nello Schwartz da Yogurt, si è innamorato della Principessa Harley Van Patten ed è diventato Lord Dark Helmet.

### Grand Theft Starship
Lone Star e la principessa Vespa vengono risucchiati in una partita a Grand Theft Starship , lasciando le Spaceballs alla conquista dell'universo conosciuto. Ma non avendo trovato l'opposizione di Lone Starr, il presidente Skroob e Dark Helmet li seguono nel mondo del gioco.

### Watch Your Assic Park
Anni fa, il padre di Lone Starr rubò l'anello One Onion al padre del presidente Skroob. Quando Barf trova l'anello di cipolla incastrato in un vecchio divano all'interno dell'Eagle 5, Yogurt lo manda in missione per gettare l'anello di cipolla nella friggitrice di Lardor. Nel frattempo, il presidente Skroob ordina a Dark Helmet di costruirgli un esercito oscuro. Sfortunatamente, finiscono con un esercito di idioti.

### OutBreak
Il presidente Skroob escogita un piano per conquistare la galassia con una bibita pestilenziale. Ma Barf intercetta la spedizione e provoca un'epidemia sul pianeta Spaceball.

### Hairy Putter and the Gopher of Fire
Lone Starr e la gang vanno a un torneo di golf all'accademia di Mawgwarts. Ma il presidente Skroob usa Dark Helmet per barare usando un pannolino magico.

### The Mighty Meteor
Il presidente Skroob e Dark Helmet tentano di distruggere il pianeta Druidia con un meteorite, ma falliscono. Con l'aiuto degli indiani, lanciano un potente meteorite. Nel frattempo, Lone Starr diventa ossessionato dal suo nuovo furgone.

### Spaceballs of the Caribbean
Il presidente Skroob inganna Yogurt con una "scansione corporea libera" per rubargli la cistifellea, che è la fonte di tutto lo Schwartz. Ora Lone Starr e "Black Barf" devono riprendersela. Ma Dark Helmet vuole tutto lo Schwartz della galassia.

### Fishfinger
Il presidente Skroob, nel suo alias Fishfinger, ha un piano per impossessarsi della riserva di pesce della galassia. Lone Starr, alias Double O "Sven", deve fermare Fishfinger.

### The Skoobinator
Il presidente Skroob è molto indietro nei sondaggi per la rielezione, così lui e Dark Helmet tornano indietro nel tempo per uccidere la trisavola del suo avversario.

### Deep Ship
Il presidente Skroob rapisce la principessa Vespa e cerca di usarla come vergine sacrificale sul pianeta Areola.

### Druidian Idol
Barf e la principessa Vespa appaiono nello show "Druidian Idol". Lone Star, Dot e il presidente Skroob si atteggiano a giudici. Da parte sua, Lone Star ha accettato il lavoro quando Vinnie ha preteso che lui e Barf gli pagassero il pizzo.

### Spidermanwg
Barf viene morso da un ragno spaziale mutante e diventa Spidermawg.

## Voci originali[2]
- Mel Brooks: Presidente Skroob, Yogurt
- Daphne Zuniga: Principessa Vespa
- Joan Rivers: Dot Matrix
- Tino Insana: Barf (in sostituzione di John Candy a causa della sua morte)
- Rino Romano: Lone Starr  (in sostituzione di Bill Pullman )
- Dee Bradley Baker: Dark Helmet/Pannakin Crybaby (in sostituzione di Rick Moranis a causa del suo ritiro in quel momento)
- Rudy De Luca: Vinnie, funzionario del posto di blocco di Fort Lox
- Dom DeLuise: Pizza the Hutt
- Julianne Grossman: Comandante Zircon (in sostituzione di Leslie Bevis ), Charlene, Marlene (in sostituzione di Denise e Dian Gallup), Darlene, Yente, The Unsinkable Old Fat Lady, Princess Harley Van Patten (una parodia di Padmé Amidala), la madre di Pannakin (una parodia di Shmi Skywalker), Robohooker, Jasmine, Centralinista.